# Happy the Man
 (mars 2018).
Si vous disposez d'ouvrages ou d'articles de référence ou si vous connaissez des sites web de qualité traitant du thème abordé ici, merci de compléter l'article en donnant les références utiles à sa vérifiabilité et en les liant à la section « Notes et références ».
Happy the Man est un groupe américain de rock progressif, originaire de la région de Washington D.C.. Il est formé au début des années 1970 et dissous en 1979. Le groupe effectue un retour en l'an 2000.

## Biographie

### Débuts (1973–1979)
Le groupe naît de la rencontre du guitariste Stanley Whitaker et du bassiste Rick Kennell, bientôt rejoints par le saxophoniste et pianiste Frank Wyatt et le claviériste Kit Watkins. Leur répertoire initial mêle compositions originales et reprises (de King Crimson, Van der Graaf Generator, etc.), avant de se concentrer exclusivement sur les premières. Après avoir changé plusieurs fois de chanteur, le groupe décide d'opter pour une musique à forte dominante instrumentale, les rares parties vocales étant interprétées par Whitaker.
C'est sur cette base que le groupe est signé en 1976 par le label Arista Records, sur lequel il publiera deux albums studio : Happy the Man (1977), et (après un changement de batteur) Crafty Hands (1978). Produits par Ken Scott (collaborateur de David Bowie, Supertramp ou Mahavishnu Orchestra), ces albums révèlent un rock progressif ambitieux et futuriste, où les envolées de Kit Watkins au Minimoog, influencées par Jan Hammer, et les épopées musicales de Frank Wyatt, font merveille.
Mais groupe et label se retrouvent confrontés à la difficulté de promouvoir une musique de plus en plus exclue des médias, et les ventes s'avèrent insuffisantes pour que l'aventure continue. Une démo enregistrée en vue d'un troisième album, début 1979, ayant été refusée par Arista, Happy The Man n'a d'autre choix que de se saborder. Kit Watkins rejoint le groupe progressif anglais Camel (où il reprendra un morceau écrit pour Happy the Man, Eye of the Storm, sur l'album I Can See Your House from Here), tandis que ses ex-collègues restés aux États-Unis végètent dans des formations obscures. Le premier album solo de Watkins, Labyrinth (1980), se situe dans la droite lignée de Happy the Man, dont il reprend plusieurs autres compositions inédites, mais la suite de sa carrière le verra évoluer progressivement vers le new age.
Cherchant à s'entourer d'un nouveau groupe de scène après son départ de Genesis, le chanteur Peter Gabriel passe pendant l'été 1976 une journée à répéter avec Happy The Man dans son local de répétition. Les deux parties décidèrent finalement d'en rester là, le groupe étant plus intéressé de jouer sa propre musique et Gabriel craignant, paraît-il, que les inclinations « progressives » de Happy the Man le ramène à une musique trop proche de celle de Genesis. Coïncidence : Genesis avait publié en 1972 un 45 tours intitulé Happy the Man.

### Post-séparation (1980–1999)
Pendant les années 1980-1990, Happy the Man ne se fait pas totalement oublier. Les démos de 1979 sont publiées en autoproduction sous le titre 3rd - Better Late... en 1983, et une compilation, Retrospective (1989), permet à une nouvelle génération d'auditeurs de se familiariser avec ses deux premiers albums devenus introuvables (ou réédités à prix prohibitif au Japon). La parution de deux CD d'enregistrements datant de la période 1973-1975 sur le label Cuneiform témoigne de l'intérêt soutenu pour sa musique, au point que le groupe, ayant récupéré les droits de ses albums pour Arista, en proposera en 1999 des versions remasterisées par Kit Watkins en personne.
Entre-temps, les rumeurs, plus ou moins fondées, de reformation, se sont succédé tout au long des années 1990. 

### Retour (depuis 2000)
Le groupe se reforme finalement sans Kit Watkins, mais avec tous les autres musiciens présents sur Crafty Hands en 2000 à l'occasion du NEARfest, festival américain de rock progressif. Le groupe poursuit l'aventure avec une série de concerts aux États-Unis et publie chez Inside Out un nouvel album, The Muse Awakens (2004) qui ne rencontre pas un grand succès. Les deux principaux protagonistes du groupe, Stanley Whitaker et Frank Wyatt, décident de poursuivre l'aventure à une échelle plus modeste avec le projet Pedal Giant Animals (2006) et surtout avec le groupe Oblivion Sun, plus clairement encore dans la lignée musicale de Happy the Man. Un premier album, sans titre, a vu le jour en octobre 2007, dans la foulée d'une apparition en tête d'affiche au festival ProgDay.
Si le groupe Happy the Man et sa musique demeurent peu connus du grand public, un titre (Service with a Smile sur l'album Crafty Hands) est utilisé dans les années 1980 comme générique de l'émission WRTL-Live présenté par Dominique Farran le samedi soir sur RTL.

## Membres
- Stanley Whitaker
- Rick Kennell
- Frank Wyatt
- Kit Watkins

## Discographie
- 1977 : Happy the Man
- 1978 : Crafty Hands
- 1990 : Beginnings
- 1990 : Better Late
- 1997 : Happy the Man Live
- 2004 : The Muse Awakens, InsideOut